# Kellyn Acosta
Kellyn Kai Perry-Acosta (* 24. Juli 1995 in Plano, Texas) ist ein amerikanischer Fußballspieler, der seit 2024 für Chicago Fire in der Major League Soccer spielt.

## Karriere

### Vereinskarriere
Acosta spielte für die Akademie des FC Dallas, bevor er im Juli 2012 einen Vertrag unterzeichnete (obwohl er bis 2013 nicht wählbar war). Er spielte drei Partien in der Liga der Reserven und wurde zum Spieler der Saison 2011/12 der U.S. Soccer Development Academy Central Conference gewählt.
Er gab im August 2013 sein Debüt in der ersten Mannschaft bei der 0:3-Niederlage gegen den Seattle Sounders FC. Es folgte fünf weitere Jahre in der texanischen Metropole, bevor er sich im Juli 2018 Colorado Rapids anschloss. Dort verbrachte der Spieler über drei Jahre. Anfang 2022 wechselte er zum Los Angeles FC.
Im Februar 2024 wechselte er ablösefrei zum Ligarivalen Chicago Fire.

### Nationalmannschaft
Acosta nahm 2011 mit der U-17 Auswahl der USA an der U-17-Fußball-Weltmeisterschaft in Mexiko. 2013 wurde er für die U-20 Auswahl nominiert und war Teil des Kaders bei der U-20-Fußball-Weltmeisterschaft 2013. Er war zu dem Zeitpunkt der jüngste Spieler bei den US-Amerikanern. 2015 nahm er mit der U-20 Auswahl an der CONCACAF U-20-Meisterschaft teil.
Am 31. Januar 2016 gab er sein Debüt für die A-Nationalmannschaft der Vereinigten Staaten.